# Dark Money
Dark Money: The Hidden History of the Billionaires Behind the Rise of the Radical Right (2016) är en bok i genren undersökande journalistik av Jane Mayer. I boken berättas historien om hur ett nätverk av mycket välbeställda konservativa libertarianer på högerkanten i USA, främst Charles och David Koch, från 1980 och framåt finansierat en uppsjö av lobbyorganisationer som i sin tur påverkat och påverkar alltifrån tankesmedjor till rättsväsendet och Kongressen och även USA:s president. Boken har bland annat recenserats i New York Times och The Guardian.